# دوري آيسلندا الممتاز 1921
دوري آيسلندا الممتاز 1921 (بالآيسلندية: Efsta deild karla í knattspyrnu 1921) هو الموسم 10 من  دوري آيسلندا الممتاز. كان عدد الأندية المشاركة فيه  3، وفاز فيه نادي فرام.